# Jęzor
Jęzor ist ein kleiner und der südlichste Stadtteil von Sosnowiec in der Woiwodschaft Schlesien in Polen.

## Geschichte
Nach einer örtlichen Überlieferung wurde die Siedlung von Bewohnern von Niwka um 1590 gegründet, darunter vom Müller Mateusz Sośnierz, dessen Spottname Jęzor zum Namen der Ortschaft wurde. Nach Maria-Leś Runicka wurde der Ort dagegen von Juden, die mit Preußen handeln wollten gegründet.
Bis 1790 war Jęzor ein Weiler von Dąbrowa (Narodowa) (jetzt ein Stadtteil von Jaworzno) in den Gütern der Stadt Sławków, die den Krakauer Bischöfen gehörten. Administrativ lag der Weiler im Kreis Proszowice bzw. Kraków der Woiwodschaft Krakau im Königreich Polen (ab 1569 Adelsrepublik Polen-Litauen).
Bei der dritten Teilung Polens wurde es 1795 Teil des habsburgischen Kaiserreichs. In den Jahren 1815–1846 gehörte es zur Republik Krakau, 1846 wurde es als Teil des Großherzogtums Krakau wieder in die Länder des Kaisertums Österreich annektiert. 1847 wurde die Krakau-Oberschlesische Eisenbahn durch Jęzor eröffnet (heute Teil der Bahnstrecke Jaworzno Szczakowa–Mysłowice). Nach der Aufhebung der Patrimonialherrschaften gehörte es der Gemeinde Jaworzno im Gerichtsbezirk Jaworzno im Bezirk Chrzanów. Nach der österreichischen Volkszählung gab es im Jahr 1900 eine Volksschule und eine Finanzkontrolle in Jęzor.
Der Weiler Jęzor lag südlich der staatlichen Weißen Przemsa und südöstlich des Zusammenflusses der Schwarzen und der Weißen Przemsa, die zum Dreikaisereck wurde, ab dem Ende des 19. Jahrhunderts einem touristischen Anziehungspunkt.
In der Zwischenkriegszeit lag die Ortschaft weiter innerhalb der Stadt Jaworzno im Powiat Chrzanowski der Woiwodschaft Krakau, obwohl der Weg zu Jaworzno durch die unabhängige Gemeinde von Dąbrowa Narodowa führte. Jęzor war an die römisch-katholische Pfarrei von Niwka eingepfarrt. Ihre Bewohner wurden damals in Niwka als Galizer verspottet. Beim Überfall auf Polen 1939 wurde das Gebiet von den Deutschen besetzt und dem Landkreis Krenau im neuen „Ostoberschlesien“ zugeordnet.
1953 wurde Jęzor unter Bolesław Bierut ohne Zustimmung der Bewohner aus Jaworzno in der Woiwodschaft Krakau ausgegliedert und in die Stadt Sosnowiec in der Woiwodschaft Stalinogród (Katowice) eingemeindet (gleichzeitig mit Niwka). Im nächsten Jahr wurde dagegen die Gemeinde Dąbrowa Narodowa an die Stadt Jaworzno völlig angegliedert. Jęzor blieb der einzige Stadtteil von Sosnowiec, der zum österreichisch-galizischen Zagłębie Krakowskie (etwa Krakauer Bergbaurevier) und nicht zum Dombrowaer Kohlebecken im russisch beherrschten Kongresspolen gehört hatte.

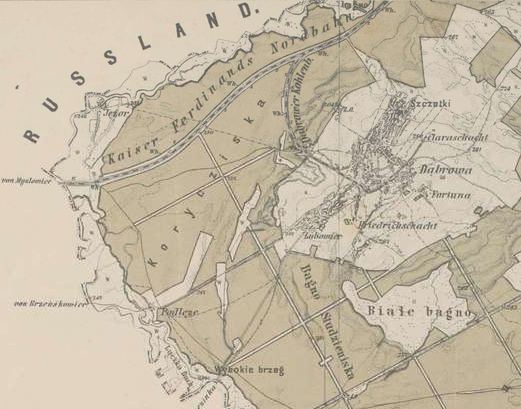
Dąbrowa und Jęzor auf der Franzisco-Josephinischen Landesaufnahme um 1870
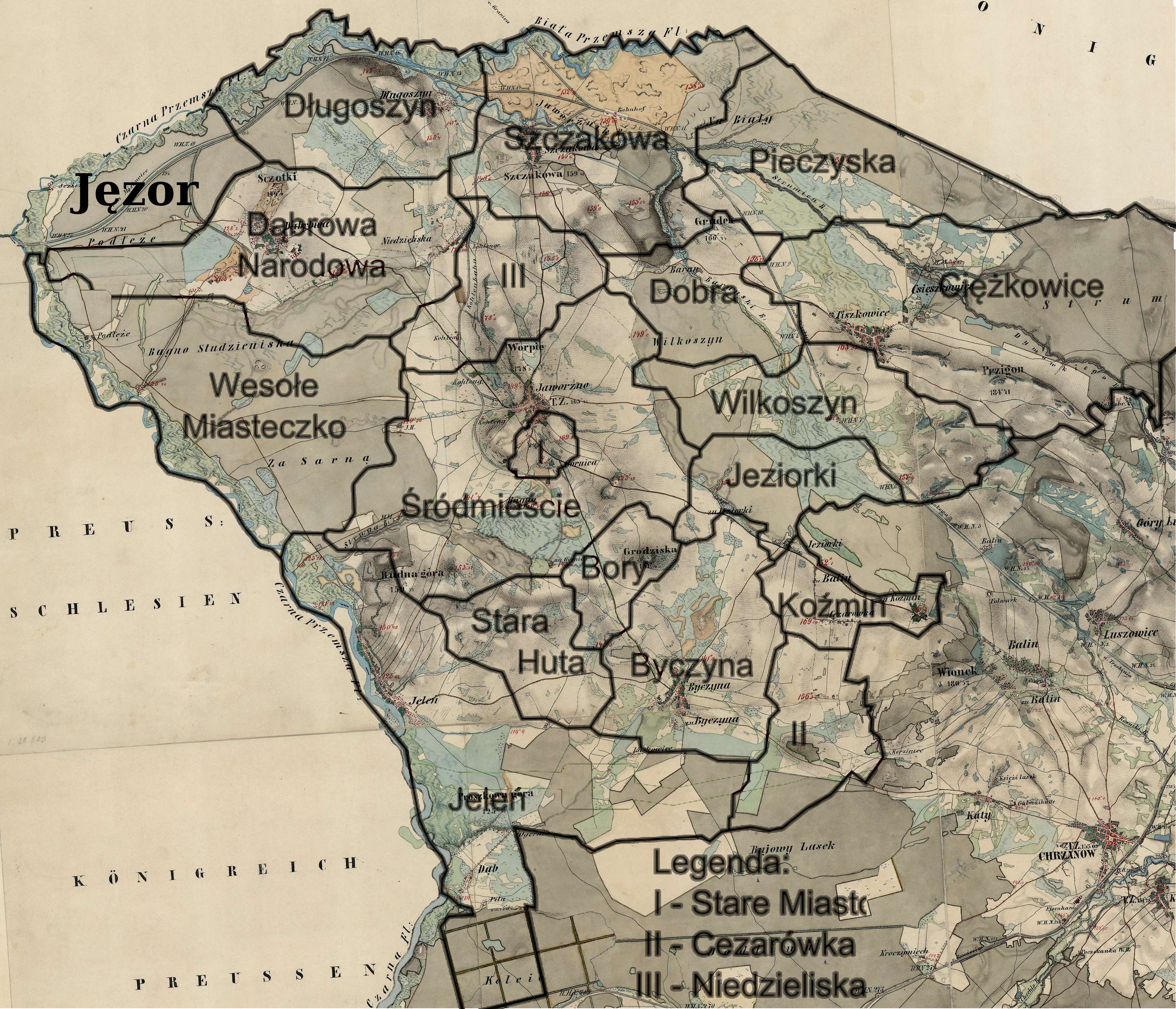
Jęzor (links oben) außerhalb der modernen Grenzen von Jaworzno mit einer anderen Franzisco-Josephinischen Landesaufnahme im Hintergrund
Eine Photo aus dem Jahr 1914 aus dem Dreikaisereck mit dem Sicht aus dem deutschen Ufer der Przemsza in österreichischen Richtung auf Jęzor bzw. Dąbrowa
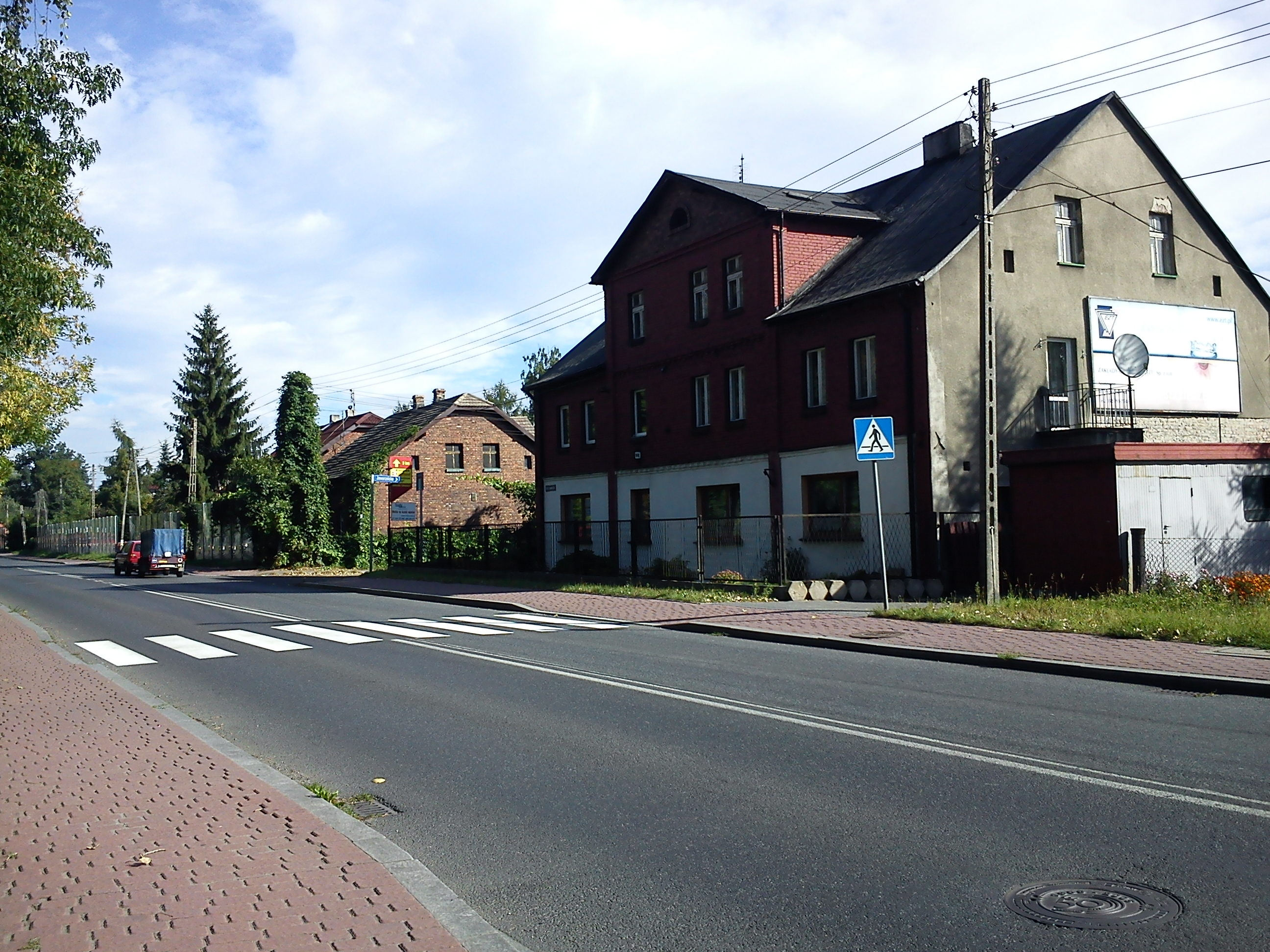
Eine Straße in Jęzor